# BMW 2500

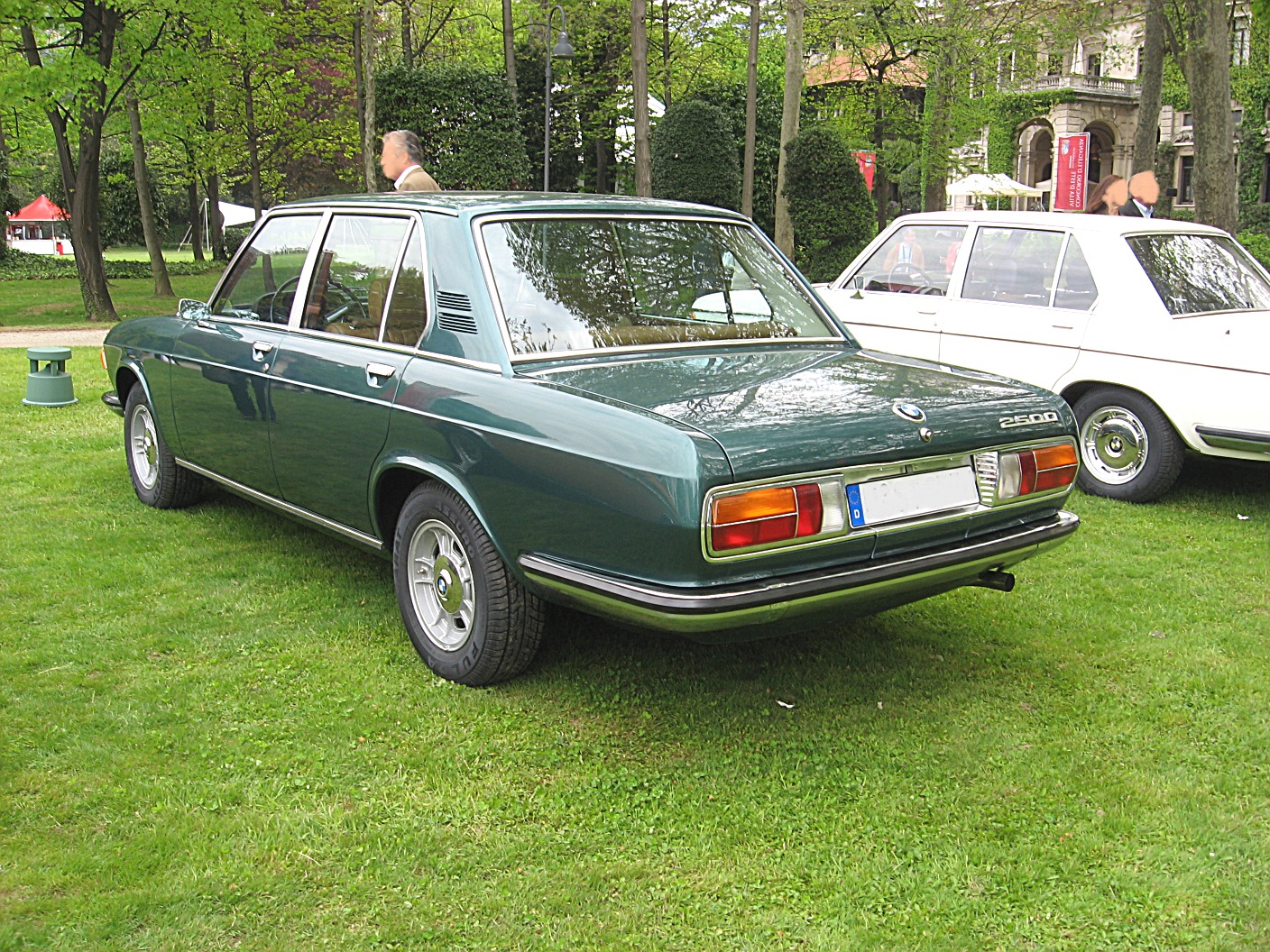
BMW 2500 (1968-71,Tył nadwozia

BMW 2500 – luksusowy samochód osobowy produkcji BMW, poprzednik pierwszej serii 7. Najbardziej luksusowy samochód w gamie BMW. W plebiscycie na Europejski Samochód Roku 1969 samochód zajął 2. pozycję (za Peugeotem 504).

## Historia modelu

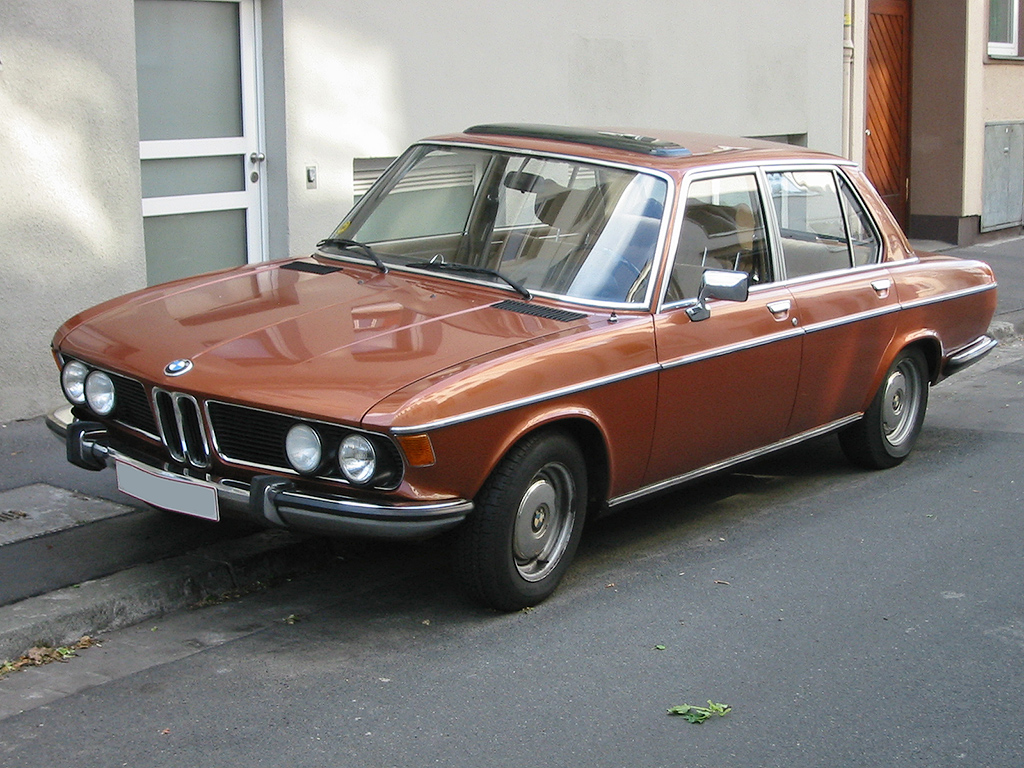
BMW 2500 (1971–1977)

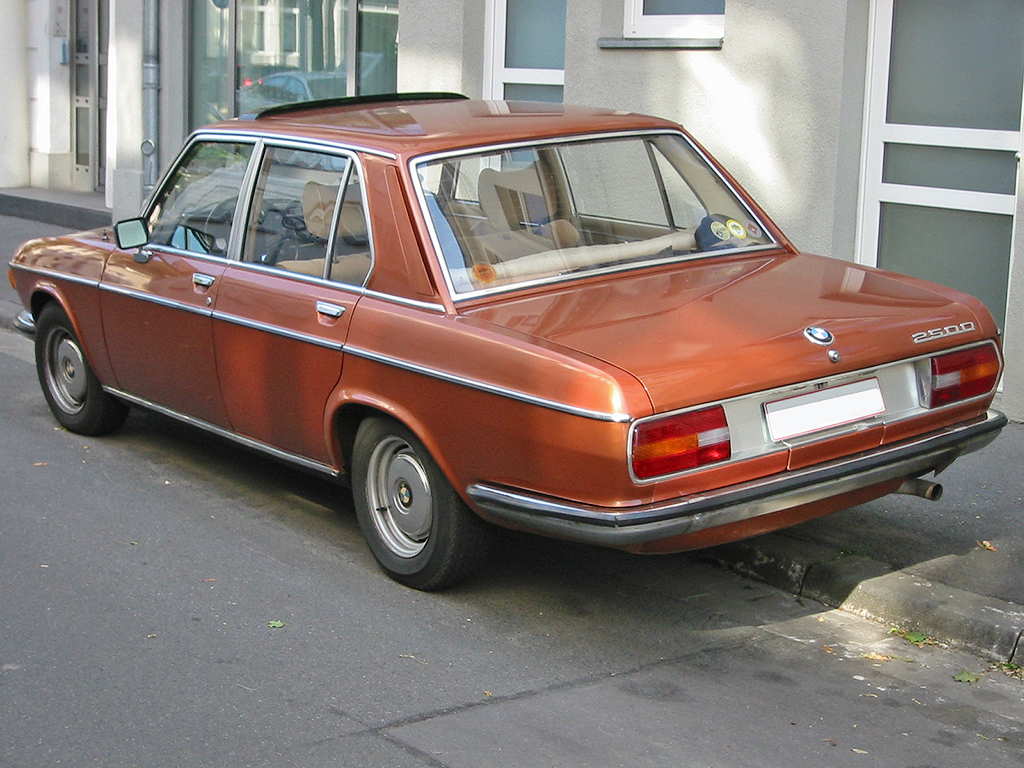
widok z tyłu 2500 (1971–1977)

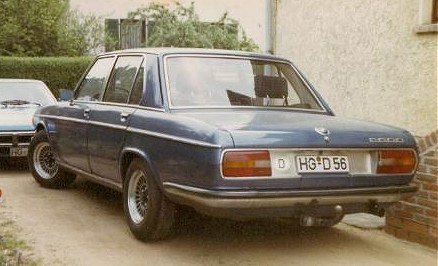
BMW 2800 (1971–1977)

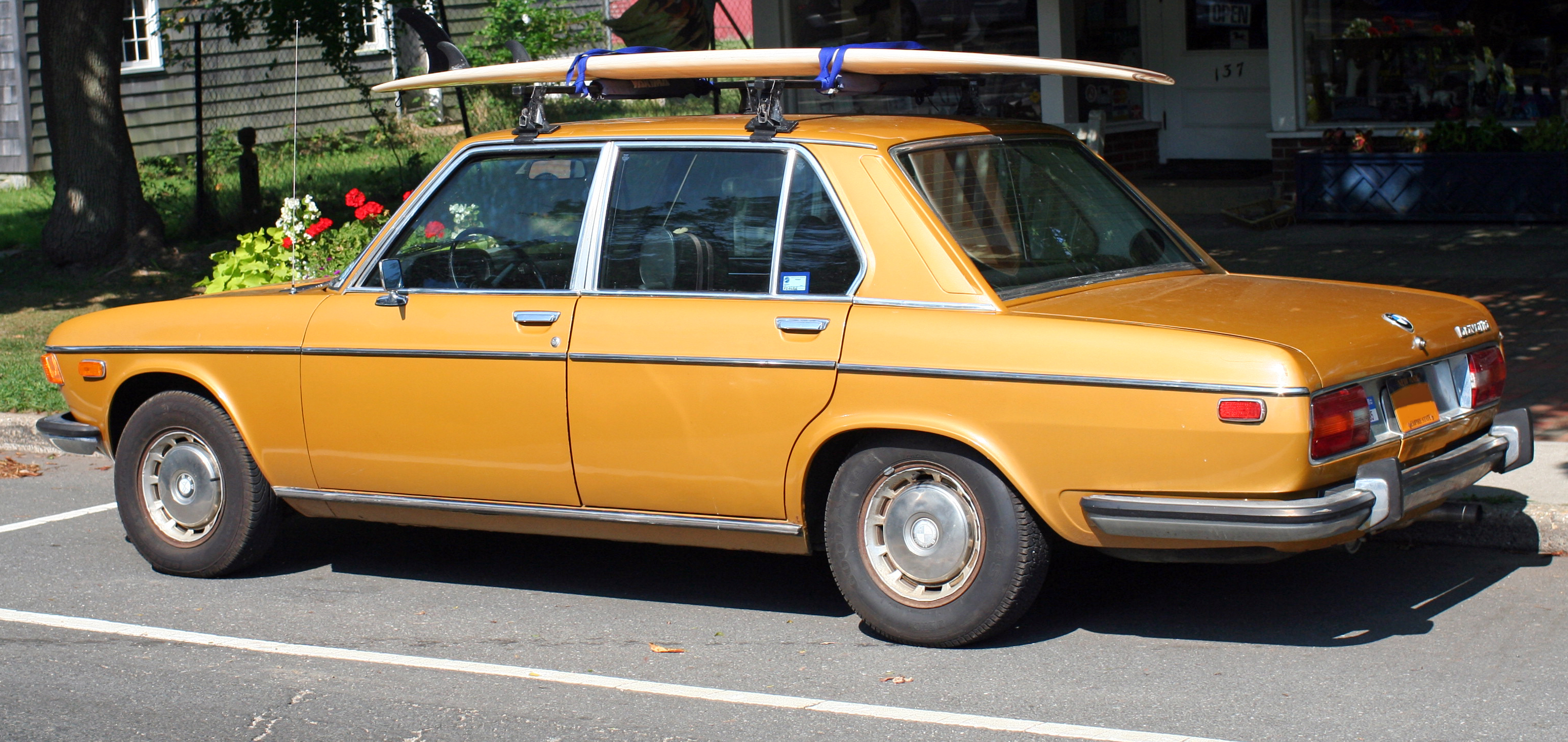
BMW Bavaria (US -model, 1973)

BMW 2500 produkowano z przeznaczeniem na rynek europejski oraz amerykański.

### Rynek europejski
| Model | Model | Model | rok     | rok     | rok     | rok     | rok     | rok     | rok     | rok     | rok     | rok   |
| Model | Model | Model | 1 9 6 8 | 1 9 6 9 | 1 9 7 0 | 1 9 7 1 | 1 9 7 2 | 1 9 7 3 | 1 9 7 4 | 1 9 7 5 | 1 9 7 6 | 1 9 7 |
| ----- | ----- | ----- | ------- | ------- | ------- | ------- | ------- | ------- | ------- | ------- | ------- | ----- |
| 2.8L  | 2.8L  | Sedan |         |         |         |         |         |         |         |         |         |       |
| 2500  |       | Sedan |         |         |         |         |         |         |         |         |         |       |
| 2800  |       | Sedan |         |         |         |         |         |         |         |         |         |       |
| 3.0L  |       | Sedan |         |         |         |         |         |         |         |         |         |       |
| 3.0S  |       | Sedan |         |         |         |         |         |         |         |         |         |       |
| 3.0Si |       | Sedan |         |         |         |         |         |         |         |         |         |       |
| 3.3L  |       | Sedan |         |         |         |         |         |         |         |         |         |       |
| 3.3Li |       | Sedan |         |         |         |         |         |         |         |         |         |       |

### Rynek amerykański
| Model   | Model | Model | rok     | rok     | rok     | rok     | rok     | rok     | rok     | rok     |
| Model   | Model | Model | 1 9 6 9 | 1 9 7 0 | 1 9 7 1 | 1 9 7 2 | 1 9 7 3 | 1 9 7 4 | 1 9 7 5 | 1 9 7 6 |
| ------- | ----- | ----- | ------- | ------- | ------- | ------- | ------- | ------- | ------- | ------- |
| 2500    | 2500  | Sedan |         |         |         |         |         |         |         |         |
| 2800    |       | Sedan |         |         |         |         |         |         |         |         |
| 2800Bav |       | Sedan |         |         |         |         |         |         |         |         |
| 3.0S    |       | Sedan |         |         |         |         |         |         |         |         |
| 3.0SBav |       | Sedan |         |         |         |         |         |         |         |         |
| 3.0Si   |       | Sedan |         |         |         |         |         |         |         |         |

oznaczenia : S - sportowy  i - wtrysk paliwa  L - 10 cm dłuższy rozstaw osi

## Dane techniczne
| Wersja             | Silnik:                   | Układ zasilania:              | Średnica × skok tłoka: | St. sprężania:     | Moc maksymalna:                    | Maks. moment obrotowy      | 0-100 km/h:        | V-max:             |
| Silniki benzynowe: | Silniki benzynowe:        | Silniki benzynowe:            | Silniki benzynowe:     | Silniki benzynowe: | Silniki benzynowe:                 | Silniki benzynowe:         | Silniki benzynowe: | Silniki benzynowe: |
| ------------------ | ------------------------- | ----------------------------- | ---------------------- | ------------------ | ---------------------------------- | -------------------------- | ------------------ | ------------------ |
| 2500               | R6 2,5 l (2495 cm³), SOHC | dwa gaźniki Zenith            | 86,00 mm × 71,60 mm    | 9,0:1              | 150 KM (110 kW) przy 6000 obr./min | 211 N•m przy 3700 obr./min | 10,4 s             | 190 km/h           |
| 2800               | R6 2,8 l (2788 cm³), SOHC | dwa gaźniki Zenith 35/40 INAT | 86,00 mm × 80,00 mm    | 9,0:1              | 170 KM (125 kW) przy 6000 obr./min | 236 Nm przy 3700 obr./min  | 9,4 s              | 200 km/h           |
| 3.0 S              | R6 3,0 l (2986 cm³), SOHC | dwa gaźniki Zenith 35/40 INAT | 89,00 mm × 80,00 mm    | 9,1:1              | 172 KM (127 kW) przy 6000 obr./min | 254 Nm przy 3700 obr./min  | 8,5 s              | 204 km/h           |
| 3.0 SA             | R6 3,0 l (2986 cm³), SOHC | dwa gaźniki Zenith 35/40 INAT | 89,00 mm × 80,00 mm    | 9,0:1              | 183 KM (134 kW) przy 5500 obr./min | 255 Nm przy 3700 obr./min  | b/d                | b/d                |
| 3.0 Si             | R6 3,0 l (2986 cm³), SOHC | wtrysk                        | 89,00 mm × 80,00 mm    | 9,5:1              | 203 KM (149 kW) przy 5500 obr./min | 271 Nm przy 3700 obr./min  | 8,5 s              | 211 km/h           |
| 3.3 L              | R6 3,3 l (3299 cm³), SOHC | gaźnik                        | b/d                    | 9,0:1              | 190 KM (140 kW) przy 6000 obr./min | 294 Nm przy 3700 obr./min  | 8,7 s              | 207 km/h           |
| 3.3 Li             | R6 3,2 l (3210 cm³), SOHC | wtrysk                        | b/d                    | 9,0:1              | 200 KM (147 kW) przy 6000 obr./min | 285 Nm przy 4250 obr./min  | 8,5 s              | 208 km/h           |